# Linie Haaba
Linie Haaba – faliste, horyzontalnie przebiegające pęknięcia błony Descemeta. Są spowodowane gwałtownym napływem cieczy wodnistej do zrębu rogówki i są objawem jaskry. Eponim pochodzi od nazwiska szwajcarskiego okulisty Otto Haaba.